# Friedrich Räder
Johann Friedrich Räder ( J. F. Räder) född 4 maj 1815 och död 4 mars 1872 i Elberfeld. 
Köpman i Elberfeld, körledare, kompositör och psalmförfattare. 

## Psalmer
- Vänta efter Herren som har nr 376 i 1937 års Psalmbok i Anna Ölanders översättning från år 1900. Senare bearbetad av Per Harling till Vila i din väntan till Den svenska psalmboken 1986.